# Ciudad Celina
Villa Celina es una localidad del Partido de La Matanza que limita con la Ciudad Autónoma de Buenos Aires. Está ubicada en la zona oeste de área metropolitana de Buenos Aires. Hasta 2013 formaba parte de la ciudad de Villa Madero según ley provincial Nro. 8668 de noviembre de 1976, ya que en julio de ese mismo año se separó pasando a ser una localidad. Está situada entre las avenidas General Paz y Autopista Pablo Ricchieri, y Ribera del río Matanza-Riachuelo y el Mercado Central de Buenos Aires.

## Historia
Las tierras que hoy conforman este barrio fueron dominio de los querandíes. Este pueblo seminómada, belicoso y de gran contextura física, habitó esta zona hasta poco después de la llegada de los españoles, quienes por orden real dividieron las tierras conquistadas, y se las repartieron entre ellos. Fue así que en 1615, Hernando Arias de Saavedra, le entrega una chacra de 600 varas de frente por una legua de fondo al conquistador Pedro Gutiérrez, quien sería el primer “dueño” de la zona.
Luego de casi dos siglos de transferencias, sucesiones, y ventas, en 1775 la chacra paso a manos de Martín José de Altolaguirre, quien, además de anexar terrenos linderos que ampliaron la propiedad, manda construir tapias de tierra y plantas de cactus, para dividir el campo en establos y potreros (en aquellas épocas no existía el alambrado). Esta innovación, hizo que se empezara a conocer a estas tierras como “los Tapiales de Altolaguirre”.
En octubre de 1808, Altolaguirre vende su propiedad al matrimonio compuesto por Francisco Ramos Mejía y María Antonia Segurola, de quienes, tras su muerte, heredan la propiedad sus 4 hijos vivos. Son ellos los que, al dividir la chacra en 4 propiedades de menor extensión, inician un proceso de loteo que daría origen a las distintas localidades del Partido de La Matanza.
El lote número 2, quedó en manos de Marta Ramos Mejía, casada con Francisco Bernabé Madero (vicepresidente de la Nación Argentina, bajo la primera presidencia de Julio A. Roca).
En 1910, desde la casona del Dr. Madero (sita en las calles Olavarría y Av. Chilavert) y el Aeródromo de Villa Lugano, Emilio Aubrun realiza el primer vuelo nocturno a nivel mundial.
Existen 5 versiones diferentes sobre el origen del nombre de Villa Celina: La Sra. Celina Madero, Celina Rojas, Celina Maglione, Celina Maglione "Chelita", y Celina Rojas.
el año 1992 cuando un grupo de jóvenes del barrio de Villa Celina, del Partido de La Matanza, Buenos Aires comenzaron a juntarse con el objetivo de formar una banda de rock y poder expresarse con su propia música. En un principio se habían hecho conocer como Gatos Callejeros. Luego, cambios en los integrantes de la banda hicieron también al cambio de su nombre: Río Verde (basado en el tema “Green River” de Creedence), tocando básicamente covers de Chuck Berry, Creedence Clearwater Revival y The Rolling Stones.
Y en el 97 quedan bautizados como Callejeros.
El 28 de julio de 2013, luego de 10 años de lucha vecinal, fue declarada localidad por el Concejo Deliberante de La Matanza, bajo la denominación de "Villa Celina", separándose así de Ciudad Madero. La nueva localidad está delimitada por la colectora de la autopista Riccheri (colectora Stranford), la avenida General Paz, el río Matanza y las calles Gorriti (o vías del ferrocarril Belgrano), Antofagasta y Boulogne Sur Mer.

## Demografía
De acuerdo con el censo de 2010, su población era de 81.159 habitantes. Esto representa un aumento del 78,6 % respecto a los 45.428 registrados en el anterior censo de 2001.
Ciudad Celina está integrada por barrios como Barrio General Paz, Sarmiento, Vicente López, Las Achiras, J. M. de Rosas (ex Urquiza), José Hernández, entre otros.
La localidad cuenta con una gran comunidad boliviana.